# La Ronde
La Ronde – miejscowość i gmina we Francji, w regionie Nowa Akwitania, w departamencie Charente-Maritime.
Według danych na rok 1990 gminę zamieszkiwały 703 osoby, a gęstość zaludnienia wynosiła 34 osób/km² (wśród 1467 gmin regionu Poitou-Charentes La Ronde plasuje się na 431. miejscu pod względem liczby ludności, natomiast pod względem powierzchni na miejscu 378.).